# Karethic
Karethic est une entreprise de cosmétiques. Elle vise à structurer la filière de production biologique et équitable au Bénin. L'entreprise a été co-fondée en 2008 par Carole et Gwladys Tawéma, deux sœurs nées au Bénin.
Le beurre de karité est produit sur place, les cosmétiques sont fabriqués en France.

## Historique
Carole Tawéma découvre au cours de la rédaction de son mémoire de fin d’études sur les stratégies de développement du commerce international du karité en Afrique les impacts sociaux, économiques et environnementaux de la production industrielle de karité.
En 2009, démarre la construction d’une filière biologique et équitable intégrée, au cœur du parc national de la Pendjari de l’Atacora. Pour contribuer à préserver cet écosystème, Karethic mène un travail préalable de cartographie des arbres de karité, puis la certification biologique de 500 hectares du parc et une production pilote, avec des techniques de transformation douce des amandes de karité,,.
Les coopératives de commerce équitable Karethic sont passées de 200 productrices de karité au démarrage, à plus de 700 aujourd’hui. Les productrices ont multiplié leur revenu par trois. Karethic développe aussi les récoltes de miel de fleurs de karité, en 2014, afin de diversifier les revenus des productrices, tout en contribuant à la préservation de la biodiversité,. 
L’entreprise a recours au financement participatif à impact à différents stades de son histoire. En 2016, une levée de fonds a lieu auprès de la société d’investissement à impact INCO.
Des pilotes de production ont été réalisés pour obtenir le « karité grand cru d'Afrique ».
La marque, sa cofondatrice Carole Tawéma et une dizaine de produits ont été lauréats de différents prix des secteurs cosmétiques et biologiques à plusieurs reprises.
En 2016, l’entreprise Terrethic est la première marque de beauté en France à avoir reçu l’agrément d'Entreprise Solidaire d'Utilité Sociale (ESUS), une habilitation en droit français décernée aux entreprises poursuivant un objectif d'utilité sociale, prévue par la Loi relative à l'économie sociale et solidaire [source secondaire souhaitée].

## Engagements
En 2018, la société a reçu le label « Lyon Ville Equitable & Durable », décerné par la Ville de Lyon à des entreprises et commerces locaux « qui répondent de manière pragmatique aux enjeux de la transition écologique et sociale, à travers une offre de consommation responsable ».

### Économie circulaire, minimalisme et zéro déchet
L'entreprise, qui privilégie une démarche zéro déchet, a fait des recherches avec le CESN (Centre d’Etude des Substances Naturelles) rattaché au CNRS, pour valoriser toutes les parties de la plante.
Karethic propose, dès 2010, des produits multifonctions et des kits qui privilégient les cosmétiques solides (sans eau), sans emballage ou avec des contenants consignés (verre et plastique), ainsi que des solutions Do It Yourself (DIY). En transformant en gommage la coque de karité, habituellement jetée, la marque apporte un revenu supplémentaire aux productrices.
Favorisé par le contexte de la loi anti-gaspillage pour une économie circulaire (AGEC), le projet « Cosm’n’pack by Cosmébio » qui expérimente la consigne, le lavage et le réemploi des emballages cosmétiques à grande échelle en Région Auvergne-Rhône-Alpes, réunissant treize entreprises du secteur, a été co-initié par Karethic.

### Mouvements
En tant qu’entreprise à impact social, Karethic est membre du Mouvement Impact France.
Gwladys Tawéma, cofondatrice de Karethic, a été sélectionnée parmi les 50 femmes africaines leaders pour représenter AWEP-Bénin (African Women Entrepreneurship Program), un programme américain pour l'entrepreneuriat féminin en Afrique.
En 2024, dans le cadre de la célébration de la Journée Internationale de la Femme Africaine et Afrodescendante, Carole Tawéma est intervenue à l’UNESCO, sur l'invitation du Collectif FUCT - Femmes unies et citoyennes du territoire, pour témoigner de l’impact de Karethic dans l’évolution de la place des femmes et l’éducation des filles en Afrique, en particulier au Bénin.